# Per quel che ne so
Per quel che ne so è un singolo del rapper italiano Tormento, pubblicato il 22 novembre 2019. Il brano è stato inserito nella compilation Love 2020, edita dalla Sony Music nel 2020.
Il singolo, prodotto dagli SDJM, ha visto la collaborazione del cantautore romano Federico Zampaglione dei Tiromancino.

## Video musicale
Il videoclip, diretto da Mauro Russo, è stato pubblicato il 6 dicembre 2019 sul canale YouTube del rapper. Il video vede la partecipazione degli attori Aurora Moroni e Alberto Vetri.